# Alabama State Route 24
Alabama State Route 24 ist ein in Nord-Süd-Richtung verlaufender Highway im US-Bundesstaat Alabama.
Der Highway beginnt an der Mississippi State Route 23 nahe Red Bay an der Grenze zu Mississippi und endet in Decatur am U.S. Highway 31. Die State Route gehört zum Corridor V gehört, der die Städte Batesville und Chattanooga verbindet.